# 達里奧·艾素高
達里奧·卡斯亞·路爾斯·艾素高（葡萄牙語：Dário Cassia Luís Essugo；2005年3月14日—）是一名葡萄牙職業足球員，司職中場，現効力英超球隊車路士。

## 球會生涯
擁有安哥拉血統的艾素高出生於里斯本區奧迪韋拉什，他在9歲時加入士砵亭的青訓學院。2021年3月16日，他與球會簽下個人首份職業合約。四日後，艾素高上演職業生涯地標戰，在對陣甘馬雷斯的葡超賽事中後備入替。他以16歲又6日之齡成為球會史上最年輕的上陣球員。
2021年12月7日，艾素高在作客阿積士的歐冠比賽中上陣，以16歲又268日之齡成為歐冠史上最年輕的葡萄牙球員。2022年3月5日，他在對陣阿洛卡的賽事中正選上陣，以16歲11個月又17日之齡成為球會史上最年輕正選上陣的球員，打破此前由保持的紀錄。
在2023–24賽季的上半季，艾素高共在各項賽事為士砵亭上陣10次。2024年1月31日，艾素高被外借到葡超球隊查維斯至季尾。查維斯在季尾未能護級，而士砵亭則奪得聯賽冠軍，艾素高因此在同一季內奪得聯賽冠軍，同時遭遇降班。
2024年8月30日，艾素高被外借到西甲球隊拉斯彭馬斯。同年9月21日，他在對陣奧沙辛拿的2–1敗仗中上演地標戰。同年11月23日，艾素高在對陣馬略卡的聯賽賽事中射入職業生涯首個入球，但球隊以2–3不敵對手。
2025年1月24日，艾素高在對陣奧沙辛拿的比賽中因兩黃一紅被逐，他在離場時對球證諷刺地拍手，因而被停賽三場。
2025年3月20日，士砵亭宣布英超球會車路士以1850萬英鎊的轉會費簽入艾素高，轉會將在同年夏天轉會窗生效。

## 國家隊生涯
艾素高曾效力葡萄牙各級青年國家隊。他曾在獲選在2022年歐洲U-17足球錦標賽代表葡萄牙U17，並在對陣法國的八強賽事中入球。
2023年9月8日，艾素高以18歲之齡首次為葡萄牙U21上陣，協助球隊以3–0擊敗安道爾。

## 生涯統計
最後更新：2025年3月14日
| 效力球會           | 球季     | 聯賽     | 聯賽 | 聯賽 | 國家盃賽 | 國家盃賽 | 聯賽盃賽 | 聯賽盃賽 | 歐洲賽 | 歐洲賽 | 總計 | 總計 |
| 效力球會           | 球季     | 聯賽     | 上陣 | 入球 | 上陣     | 入球     | 上陣     | 入球     | 上陣   | 入球   | 上陣 | 入球 |
| ------------------ | -------- | -------- | ---- | ---- | -------- | -------- | -------- | -------- | ------ | ------ | ---- | ---- |
| 士砵亭             | 2020–21  | 葡超     | 1    | 0    | 0        | 0        | 0        | 0        | 0      | 0      | 1    | 0    |
| 士砵亭             | 2021–22  | 葡超     | 1    | 0    | 0        | 0        | 0        | 0        | 1      | 0      | 2    | 0    |
| 士砵亭             | 2022–23  | 葡超     | 4    | 0    | 0        | 0        | 3        | 0        | 3      | 0      | 10   | 0    |
| 士砵亭             | 2023–24  | 葡超     | 4    | 0    | 3        | 0        | 2        | 0        | 1      | 0      | 10   | 0    |
| 士砵亭             | 總計     | 總計     | 10   | 0    | 3        | 0        | 5        | 0        | 5      | 0      | 23   | 0    |
| 士砵亭B隊          | 2021–22  | 葡乙     | 15   | 0    | —        | —        | —        | —        | —      | —      | 15   | 0    |
| 士砵亭B隊          | 2022–23  | 葡乙     | 12   | 0    | —        | —        | —        | —        | —      | —      | 12   | 0    |
| 士砵亭B隊          | 總計     | 總計     | 27   | 0    | —        | —        | —        | —        | —      | —      | 27   | 0    |
| 查維斯（外借）     | 2023–24  | 葡超     | 14   | 0    | —        | —        | —        | —        | —      | —      | 14   | 0    |
| 拉斯彭馬斯（外借） | 2024–25  | 西甲     | 17   | 1    | 0        | 0        | —        | —        | —      | —      | 17   | 1    |
| 生涯總計           | 生涯總計 | 生涯總計 | 68   | 1    | 3        | 0        | 5        | 0        | 5      | 0      | 81   | 1    |

1. ↑  於歐冠賽事上陣。
2. ↑  其中一場歐冠，兩場歐霸。
3. ↑  於歐霸盃賽事上陣。

## 榮譽

### 球會
士砵亭
- 葡萄牙足球超级联赛：2020–21[10]、2023–24[10]、2024–25[24]

## 外部連結
- 達里奧·艾素高於ForaDeJogo的個人資料